# Tomas Plänkers
Tomas Plänkers (* 1950) ist ein deutscher Psychoanalytiker.

## Leben
Von 1971 bis 1976 studierte er Psychologie an der Philipps-Universität Marburg. Nach der Promotion 1983 an der Universität Bremen ist er seit 2000 psychologischer Psychotherapeut in eigener Praxis.

## Schriften (Auswahl)
- Anpassung als Thema psychoanalytischer und psychologischer Theorien des Subjekts und die therapeutischen Konsequenzen. 1982.
- mit Ernst Federn: Vertreibung und Rückkehr. Interviews zur Geschichte Ernst Federns und der Psychoanalyse. Tübingen 1994, ISBN 3-89295-586-7.
- mit Ingrid Kerz-Rühling: Verräter oder Verführte. Eine psychoanalytische Untersuchung inoffizieller Mitarbeiter der Stasi. Berlin 2004, ISBN 3-86153-327-8.
- mit Ulrich Bahrke und Rolf Haubl (Hrsg.): Utopisches Denken – Destruktivität – Demokratiefähigkeit. 100 Jahre „Russische Oktoberrevolution“. Gießen 2018, ISBN 3-8379-2796-2.